# 王夫制作
王夫制作是由陈德伟、傅大诚和王振翔创立的美国电影制作团队。三人于2004年在加利福尼亚大学圣迭戈分校相识，随后制作了一系列音乐视频和电影短片，并先后在他们的独立网站和YouTube上发布作品。毕业后，三人成立了一家专业传媒公司——写生本公司。他们的作品曾在多个国家电影节和国际电影节上亮相。包括洛杉矶亚太电影节，圣迭戈亚洲电影节和戛纳电影节。
截至2021年4月，王夫制作公司在YouTube上已拥有超过327万订阅者以及超过5.84亿次的视频观看量。自2011年以来，王夫制作公司已成为美籍亚裔演员展现表演才能的跳板。

## 发展历史
据创始人王振翔介绍, 王夫制作公司是在2001年成立的，当时他还是诺斯盖特高中的高中三年级学生。王振翔当时主要使用家里的数码便携式摄像机与同学合作完成学校的拍摄项目。在加利福尼亚大学圣迭戈分校的第一年，王振翔还未确定自己的专业，在那一年他与同学共同制作并发布了贾斯汀·汀布莱克的歌曲《小姐》的音乐视频。该视频是王振翔制作的第一支音乐视频，尽管他没有进行宣传，但这条视频还是在大学校园里传播开来。该视频以一种原始的计算机文件格式传播，因为当时还没有YouTube这样的視頻分享網站。
2004年，王振翔通过一个学校项目制作结识了他的同学陈德伟（2002年毕业于米尔斯中学）和傅大诚，自此之后他们三人便开始利用空余时间完成一些课程作业的小型项目。他们最初刚入学时没有把电影制作作为职业发展方向；陈德伟当时对动画制作感兴趣，傅大诚主修电气工程专业，王振翔则想要从事经济学相关的工作。2006年毕业以后，他们三人搬至洛杉矶并以“写生本传媒”为公司名继续创业。
约五年后，也就是2011年，王夫制作拥有了100万订阅者。2013年6月8日，王夫制作庆祝其成立十周年，并于6月29日制作并发布了一段13分钟的短片，该片由克里斯汀·陈，王夫制作相关演员，以及许多熟悉面孔演员主演，其中包括瑞安·比嘉、多米尼克·桑多瓦尔、吴凯文、弗雷迪·王、布兰登·拉奇、乔·佩纳以及冯氏兄弟。
2013年7月23日，王夫制作推出了名为“更多王夫”的第二个频道，该频道的简介为：“午休之家”，“王夫休会时光”，“失败了”，“第一次”，“洋相”，“幕后”以及其他特别系列。总而言之就是...更多王夫。
随后王夫制作开始扩充自己的创作团队。目前团队里有：泰勒·陈（高级编辑/作家兼导演），本森·夸奇（制片人/副导演），克里斯托弗·杨（摄影指导），杰西卡·林（制片协调人），以及米歇尔·谢（编辑）。

## 重要作品
|  | 如果我们的视频能给别人带来美好的一天，那么我们就成功了。——王夫制作 |

王夫制作最初为现代流行音乐制作的独立音乐视频，例如魔力红的《星期天早晨》和杰森·玛耶兹的《我是你的》。他们也因此开始进入人们的视野。 2006年1月25日，王夫制作发布了他们的第一个短片《黄热病》。 这部讽刺美国亚裔与美国白人跨种族约会的短片，让王夫制作得到了众多美国高校学生的认可。
王夫制作团队的第一个剧情长篇电影《与你同在》于2006年6月3日在他们的母校首映。 此外该电影还于2006年10月18日在圣迭戈亚洲电影节放映。该影片围绕两个拥有相似感情状况、无法放下过去的邻居展开。  《与你同在》通过在美国和加拿大的高中和大学巡回放映进行宣传。 在麻省理工学院学生报纸《科技》的一篇影评中，蒂娜·罗写道：“尽管王夫制作有庞大的亚洲粉丝群体，但在其演员阵容中亚洲人与白人数量相当。除此之外，影片中所有角色都是根据个人特征而并非种族特征所塑造的，这是对电影制作来说十分耳目一新。 据德克萨斯日报的卡瑟琳·范报道，与王夫制作的前期作品相比，“《与你同在》具有更成熟，更内省的特征。”
在《与你同行》大获成功后，王夫制作被邀请拍摄制作另一部电影《睡眠转换》。然而，该项目因为制片人拒绝让一位亚洲男性担任主演而被终止。 在第一次放映巡回结束后，王夫制作开始为新兴艺术家制作音乐视频并继续创作短篇影片。 与2007年的电影《只是个好人》一同推出的就有该团队的商品线，其中包括原创设计T恤。 短片《备用》在2008年旧金山国际亚裔电影节上放映， 另外两部短片《沉思的尽头》和《家之和平》在2009年戛纳电影节短片角亮相。 2009年9月，王夫制作发布了一部关于V字手势历史的伪纪录短片《摆姿势的人》。
截至2009年11月，王夫制作已制作超过130部短篇影片与音乐视频。 由于他们的影片无需付费观看，他们主要通过YouTube合作获得薪水，并从商业销售、大学校园演讲以及为新兴音乐艺术家拍摄音乐视频来赚取利润。
2010年5月，王夫制作和瑞安·比嘉就制作一部电影展开对话，该电影在夏天仅用一周时间完成拍摄，并在11月23日发布。此外，该电影于瑞安·比嘉与赵雅顿主演的《秘密特工》发布日后一天在YouTube上发布。
2011年9月7日，王夫制作宣布其被台湾流行歌手王力宏聘请制作即将发布歌曲《依然爱你》MV。

### 国际秘密代理人
除了电影制作，王夫制作也在加利福尼亚举办了一系列不同类别的音乐会。国际秘密代理人（ISA）系列音乐会涉及了从都市编舞到唱片骑师等不同主题，并邀请了“远东韵律”等美国亚裔艺术家作为嘉宾。还有一些其他表演嘉宾，包括美国最佳舞蹈团冠军“探索团”，Poreotics，瑞安·比嘉（又名Nigahiga），吴凯文（又名KevJumba），朴宰范，以及创作歌手大卫·崔和吉娜·格莱尼斯。 据美籍华裔说唱歌手欧阳靖所说：“国际秘密代理人主要采用自我推广以及病毒式营销来进行宣传——比如使用YouTube、聚友网、脸书和互联网来宣传艺术家。”他认为，“作为艺术家我们明白这一点并将自己展示在这些社交媒体上。” 远东韵律的成员维尔曼·柯奎亚说：“我们想向社会展示，亚洲人也可以在美国拥有影响力。”此外，柯奎亚认为国际秘密代理人也为艺术家们提供了向主流媒体展现亚洲能力的机会。 
2008年9月，第一场国际秘密代理人音乐会在位于洛杉矶的圣加布里埃尔任务剧院举办。 第二场音乐会于2009年3月在旧金山艺术宫举办，并且两场活动的门票都被一抢而空。 该音乐会于2009年9月返场洛杉矶，并得到百货公司杰西潘尼的赞助。 2010年，国际秘密代理人音乐会第一次在纽约举办。王夫制作也表示有兴趣将来在华盛顿特区举办音乐会。后来他们于9月5日再一次在洛杉矶举办。 以“国际秘密代理人”为名，该音乐会在2011年的洛杉矶站带来了许多惊喜，比如尼克·卡农等神秘嘉宾出现在舞台上与表演者们一起表演。
2013年3月30日，国际密探在YouTube洛杉矶区举办并拍摄了他们的第一个游戏节目。该表演有许多有名的YouTube博主参演，其中包括作为游戏参与者的安东尼·李、布兰登·拉奇、克拉拉·茜、大卫·崔、弗雷迪·王、珍·蔡·比舍尔（FrmHeadToToe）、麦克·宋，傅大诚、陈德伟，游戏主理人吴凯文（又名Yoshi），以及主持人艾米· 奥田与王振翔。

### 《关于我们》
关于我们 是王夫制作的第一部长篇电影。该影片由王振翔与陈德伟导演，并于2015年4月23日在维密欧发布。该影片主要讲述了在不久的未来，情感完整部（D.E.I.）推出类似于信用分数的“情感关系分数”，而给一对夫妻的日常生活带来影响。该电影的演员几乎全是亚洲人，其中包括艾伦·柳、布利塔尼·石桥、布兰登·苏胡、维克多利亚·帕克、蓝道尔·朴以及李起弘。这部电影的资金是通过粉丝在Indiegogo众筹平台所筹，电影在洛杉矶亚太电影节进行首映。

### 《单身，三十岁》
2016年8月24日，王夫制作在YouTube Red发布了第一个由工作室投资拍摄的电视剧《单身，三十岁》，这是一部由岑勇康和吉娜·格莱尼斯主演的8集网络连续剧。 美国全国公共广播电台将该剧称为“老式浪漫喜剧”，因其演员高度多样化并且反映了洛杉矶人口多样化而受到称赞。 该剧没有续订第二季。

### 《只是另一个好人》
2017年8月9日，王夫制作推出了迷你短剧《只是另一个好人》  
《只是另一个好人》是一部3集网络连续短剧，同时也是该团队在2007年发布的第一条视频《只是一个好人》的续集。 
该剧的主演包括本木·马克思泰德、佩珀·科达、克里斯塔·玛丽·于以及威尔·帕卡洛。

### 《耶皮士》
《耶皮士》是YouTube一部5集连续短剧，该剧主要讨论了现代美国亚裔的经历以及这个模范种族的故事。 耶皮士 是一个专指“典型亚洲年轻人”的俚语。该剧由王振翔、雅尼内·奥达主演，他们的关系使他们面临种族和社会问题。《金家便利店》的主演刘思慕也在此剧中饰演一个重要的配角。该剧反映了王夫制作想要借由讲故事的方式，将美国亚裔的典型形象搬运到电影屏幕上。 该剧集的资金是通过Patreon募资平台众筹而来，这也是王夫制作新的“王夫未来”目标的一部分，即成为艺术家们创造更长连续剧集的平台。

## 影响
王夫制作发布的短视频影片累计播放量达数百万，并收获了数千名粉丝。 据王振翔所说，团队网站在2009年就有日均5000点击量。他预计，尽管电影院不会被淘汰，随着“在线视频成为新一代观影者日常生活的一部分”，观众数量也会随之增长。 南加州大学数字媒体专家大卫·韦特海默也相信“王夫制作通过新媒体讲述自己的社区文化故事并创业的方法会成为未来的新趋势。” 该团队的成功也提高了美国亚裔喜剧演员的知名度，特别是那些主要通过YouTube来宣传自己的演员，比如吴凯文(KevJumba)、瑞安·比嘉(Nigahiga)、克莉丝汀·甘比托(HappySlip)以及大卫·崔。 尽管王振翔对团队的成功与知名度感到感激，但他说：“有一些上电影学院的人能做出很好的东西，但播放量却只有200人左右。这有点不公平。”
在CNN的一篇专题报道中，新闻播音员泰德·罗兰兹报道说王夫制作的观众主要是“无法在主流媒体中找到自己定位的年轻美国亚裔人群”。 王夫制作希望通过他们的影片能打破人们对美国亚裔群体不同的刻板印象。
虽然我们可能不会在工作中提出[美国亚太裔]问题，但我们并不害怕表明我们是亚洲人。我们相信我们正在努力解决这个问题。我们想表明美国亚太裔只是普通人，不应该在媒体上被贴上刻板印象，应该有适当的代表。我们不是都练武术或都有口音。我们有大多数人都可以共情的故事。我们真的很想表明我们的付出和声音应该且可以被看到，而不受种族或肤色的影响。就像美国非裔可以毫不犹豫地被主流接受一样，我们希望有一天美国亚太裔也能如此。——王夫制作——太平洋公民
尽管有这样的目标，王夫制作影片的灵感主要来自于团队成员的生活经历而不是种族层面的经历。他们也不是为了通过作品宣传一些政治信息，而是为了提出“符合我们个性与形象的美国亚太裔问题。” 想要进入娱乐产业的美国亚裔常把他们看作榜样。 团队成员傅大诚对此做出回应：“实际上我们并没有打算成为美国亚裔们的‘英雄’。但这却偶然发生了。但现在既然我们被赋予了这样的责任，我认为有必要认真对待这件事。” 王夫制作在2008年校际台美学生会中西部会议上展示发表了关于经营独立制作公司的“最令人期待的研讨会之一”。 同时他们也在母校加利福尼亚大学圣迭戈分校举办的2010年校际台美学生会西海岸会议上作了主要发言。
2012年2月，王振翔和陈德伟从洛杉矶来到马来西亚进行他们的第一站东南亚巡演，在巡演中他们与1000多名粉丝见面 ，并在HITZ电台进行直播。 2012年7月，陈德伟在加利福尼亚大学圣迭戈分校为毕业生进行了毕业演讲。 2016年6月，王振翔在加利福尼亚大学圣迭戈分校为毕业生进行了毕业演讲。
2018年，为了继续为粉丝创作优质内容，王夫制作创建了Patreon页面“王夫未来”，订阅者可通过该页面直接资助王夫制作公司。王夫制作希望能通过Patreon募资平台继续完成其讲故事的使命，继续为支持者创作更长的系列作品，并为更多的艺术家提供一个创作表演平台。
粉丝有时会把王夫制作影片中的演员称为“王夫宇宙”的一部分，该宇宙与超级英雄电影所采用的电影宇宙类似，并展示了有多少校友参演了超级英雄电影。蓝道尔·朴（旺达幻视）、贾斯汀·闵（伞学院）、安娜·艾卡娜（蚁人）、布利塔尼·石桥（离家童盟）、维克多利亚·帕克（闪电侠）以及刘思慕 （尚气与十环传奇）等演员都在出演超级英雄电影之前出演过王夫制作的影片。